# Round Room
Round Room es el duodécimo álbum de estudio de la banda estadounidense de rock Phish. Fue lanzado el 10 de diciembre de 2002 por Elektra Records. El álbum no es un álbum de estudio habitual, ya que es una selección de los ensayos de la banda en The Barn previos a su reunión de Nochevieja de 2002 en el Madison Square Garden, que ponía fin a su hiato de dos años y medio.
Desde febrero de 2009, es álbum está disponible en formatos FLAC y MP3 en LivePhish.com.

## Lista de canciones
1. "Pebbles and Marbles" (Anastasio,  Marshall) - 11:39
2. "Anything But Me" (Anastasio, Herman, Marshall) - 4:30
3. "Round Room" (Gordon, Linitz) - 4:13
4. "Mexican Cousin" (Anastasio, Marshall) - 3:16
5. "Friday" (Anastasio, Herman, Marshall) - 6:31
6. "Seven Below" (Anastasio, Marshall) - 8:27
7. "Mock Song" (Gordon) - 4:29
8. "46 Days" (Anastasio) - 6:15
9. "All of These Dreams" (Anastasio, Herman, Marshall) - 4:08
10. "Walls of the Cave" (Anastasio, Marshall) - 9:59
11. "Thunderhead" (Anastasio, Marshall) - 3:19
12. "Waves" (Anastasio, Herman, Marshall) - 11:05

## Personal
Phish
Trey Anastasio - guitarra, voz
Page McConnell - teclados, voz
Mike Gordon - bajo, voz
Jon Fishman - batería, voz